# Саут Плејнфилд (Њу Џерзи)
Саут Плејнфилд (енгл. South Plainfield) град је у америчкој савезној држави Њу Џерзи.

## Демографија
По попису из 2010. године број становника је 23.385, што је 1.575 (7,2%) становника више него 2000. године.
| Група             | 2000.          | 2010.          |
| Белци             | 15.902 (72,9%) | 13.850 (59,2%) |
| Афроамериканци    | 1.866 (8,6%)   | 2.361 (10,1%)  |
| Азијати           | 1.652 (7,6%)   | 3.433 (14,7%)  |
| Хиспаноамериканци | 1.888 (8,7%)   | 3.097 (13,2%)  |
| Укупно            | 21.810         | 23.385         |